# Tom Shadyac
 (mars 2019).
Si vous disposez d'ouvrages ou d'articles de référence ou si vous connaissez des sites web de qualité traitant du thème abordé ici, merci de compléter l'article en donnant les références utiles à sa vérifiabilité et en les liant à la section « Notes et références ».
Tom Shadyac, né le 11 décembre 1958 à Falls Church, en Virginie, aux (États-Unis), est un acteur, réalisateur, producteur et scénariste américain d'origine libanaise.

## Biographie
Acteur, Tom Shadyac réalise son premier film en 1991 pour la télévision, mais c'est avec la comédie Ace Ventura, détective pour chiens et chats qu'il se fait connaître et lança la carrière de Jim Carrey. Deuxième succès deux ans plus tard avec Le Professeur Foldingue, comédie avec Eddie Murphy.
Il retournera avec Jim Carrey dans Menteur, menteur et Bruce tout-puissant, toujours des comédies, et toujours avec le même succès.
Il a aussi réalisé des films dramatiques comme Docteur Patch, avec Robin Williams et tâte le fantastique Apparitions, avec Kevin Costner.
Il a réalisé en 2007 Evan tout-puissant, suite de Bruce tout-puissant, sans Jim Carrey, gros échec commercial qui a fait perdre 76 millions de dollars à la production.

## Filmographie

### comme acteur
- 1987 : Jocks : Chris

### comme réalisateur
- 1991 : Frankenstein, le tombeur de la fac (TV)
- 1994 : Ace Ventura, détective chiens et chats (Ace Ventura: Pet Detective)
- 1996 : Le Professeur foldingue (The Nutty Professor)
- 1997 : Menteur, menteur (Liar Liar)
- 1998 : Docteur Patch (Patch Adams)
- 2002 : Apparitions (Dragonfly)
- 2003 : Bruce tout-puissant (Bruce Almighty)
- 2007 : Evan tout-puissant (Evan Almighty)
- 2010 : Je suis (I am)
- 2018 : Brian Banks

### comme scénariste
- 1994 : Ace Ventura, détective chiens et chats (Ace Ventura: Pet Detective)
- 1996 : Le Professeur foldingue (The Nutty Professor)
- 2010 : Je suis (I am)

### comme producteur
- 1998 : Docteur Patch (Patch Adams)
- 2000 : La Famille foldingue (Nutty Professor II: The Klumps)
- 2002 : Apparitions (Dragonfly)
- 2002 : Touche pas à mes filles (8 Simple Rules... for Dating My Teenage Daughter) (série TV)
- 2003 : Bruce tout-puissant (Bruce Almighty)
- 2006 : Admis à tout prix (Accepted)
- 2007 : Evan tout-puissant (Evan Almighty)
- 2007 : Quand Chuck rencontre Larry (I Now Pronounce You Chuck and Larry)